# Bernard Mendy
Bernard Mendy (Évreux, 20 augustus 1981) is een Frans voormalig voetballer die doorgaans speelde als rechtsback.
Mendy is al sinds zijn vroege jeugd fan van Paris Saint-Germain. In 2000 werden zijn dromen werkelijkheid toen hij voor zijn favoriete club mocht spelen. Hij werd in het seizoen 2002/03 verhuurd aan Bolton Wanderers.
Toen Mendy in 2003 terugkwam bij Paris Saint-Germain besloot de nieuwe trainer, Vahid Halilhodzic, om hem een kans te geven als eerste keuze. Mendy verdiende met zijn spel dat jaar zijn debuut in het Frans voetbalelftal, Brazilië.
Mendy werd niet geselecteerd om mee te gaan naar het Wereldkampioenschap Voetbal 2006. In 2012 werd bekend dat hij bij Stade Brestois ging voetballen. In 2014 ging hij in de Indian Super League voor Chennaiyin FC spelen. In januari 2015 vervolgde hij zijn loopbaan bij AEL Limassol.
In 2017 stopte Mendy met voetballen.

## Clubs
- 1998-2000: SM Caen
- 2001-2002: Paris Saint-Germain
- 2002-2003: → Bolton Wanderers (huur)
- 2003-2008: Paris Saint-Germain
- 2008-2010: Hull City
- 2011-2012: Odense BK
- 2012-2014: Stade Brest
- 2014: Chennaiyin FC
- 2015: AEL Limassol
- 2015: Chennaiyin FC
- 2016: East Bengal FC
- 2016-2017: Chennaiyin FC

## Erelijst
- Coupe de France: 2003/04, 2005/06
- Coupe de la Ligue: 2007/08
- Indian Super League: 2015
- Europees kampioen –18: 2000
- Beste rechtsback van de Ligue 1: 2004